# All Tomorrow's Parties
All Tomorrow's Parties es el quinto episodio de la primera temporada de la serie estadounidense de drama y ciencia ficción The Tomorrow People. El episodio fue escrito por Leigh Dana Jackson y Grainne Godfree y dirigido por Nick Copus. Fue estrenado el 6 de noviembre de 2013 en Estados Unidos por la cadena The CW.
El misterioso jefe de Jedikiah insiste en reunirse con Stephen, después de haber roto el protocolo durante un entrenamiento. Preocupado cuando se entera de que Jedikiah es incapaz de protegerlo, Stephen acude a John en busca de ayuda. John acepta pero tiene intenciones ocultas. Por otra parte, los Chicos del Mañana insisten en asistir a una fiesta como gente normal pero Cara y John se niegan. Finalmente, cuando Stephen falta a su promesa de asistir a un baile con Astrid, la chica decide averiguar lo que está pasando realmente.

## Elenco
- Robbie Amell como Stephen Jameson.
- Peyton List como Cara Coburn.
- Luke Mitchell como John Young.
- Aaron Yoo como Russell Kwon.
- Madeleine Mantock como Astrid Finch.
- Mark Pellegrino como el Dr. Jedikiah Price.

## Continuidad
- El episodio marca la primera aparición de Irene.
  - El episodio también marca la primera aparición del misterioso socio de Jedikiah.
- Kurt Rundle fue visto anteriormente en In Too Deep.
- Astrid Finch fue vista anteriormente en Girl, Interrupted.
- Stephen roba una muestra del suero de Ultra.
- Cara reta a John a una pelea por el derecho del grupo a subir a la ciudad.
- El grupo es emboscado por Ultra.
  - El resultado es tres chicos muertos e Irene gravemente herida.
  - Kurt confiesa ser quien guio a Ultra hasta ellos.
- Cara descubre que John es capaz de asesinar.
- Kurt es despojado de sus poderes y expulsado del grupo.

## Banda sonora[3]
| N.º | Intérprete                 | Título                         | Álbum                   |
| --- | -------------------------- | ------------------------------ | ----------------------- |
| 1   | The Dead Weather           | Treat Me Like Your Mother      | Horehound               |
| 2   | ClassX                     | Only Human                     | Classx, Vol. 1          |
| 3   | Oliver                     | Control (Nom De Strip Remix)   | Mechanical Remixes - EP |
| 4   | Samantha Farrell           | Be Alright                     | Samantha Farrell        |
| 5   | Hey Champ ft. BeuKes       | Comet                          |                         |
| 6   | Brodinski ft. Louisahhh!!! | Let the Beat Control Your Body | Bromance #1             |
| 7   | Panama                     | Magic                          | It's Not Over           |

## Casting
El 8 de septiembre se anunció que Simon Merrells fue contratado para interpretar de forma recurrente a un misterioso personaje "que tiene gran poder sobre Jedikiah".

## Recepción

### Recepción de la crítica
Jim McMahon, de IGN calificó al episodio como bueno y le otorgó una calificación de 7.4, comentando: "Durante sus primeras semanas The Tomorrow People ha tenido problemas repitiendo algunos elementos. All Tomorrow's Parties no es una cura mágica pero da esperanza donde antes no había mucho", dice. "Es bueno ver a Russell hacer algo más esta semana, ya que se siente fuera de lugar en comparación al resto. Su dolor y enojo hacia Kurt por llevarlos directo a Ultra se sentía real, y es la primera vez que lo vemos de este modo". Sobre la historia de Kurt, comenta: "Me gustó la solución a su traición -a estas alturas, Cara estaba muy consciente de que John podría matarlo, pero esto fue más satisfactorio". Y finaliza diciendo: "Mis problemas con los primeros episodios no se han quedado de lado, por supuesto. Sigue siendo una serie que está teniendo problemas para encontrar su tono. Sin embargo, All Tomorrow's Parties es fácilmente el mejor episodio hasta ahora, en una serie irregular".

### Recepción del público
En Estados Unidos, All Tomorrow's Parties fue visto por 1.56 millones de espectadores, recibiendo 0.6 millones de espectadores entre los 18 y 49 años, de acuerdo con Nielsen Media Research.